# El Izote, Veracruz
El Izote är en ort i Mexiko.   Den ligger i kommunen Soledad de Doblado och delstaten Veracruz, i den sydöstra delen av landet, 280 km öster om huvudstaden Mexico City. El Izote ligger 64 meter över havet och antalet invånare är 212.
Terrängen runt El Izote är huvudsakligen lite kuperad. El Izote ligger nere i en dal. Runt El Izote är det ganska tätbefolkat, med 104 invånare per kvadratkilometer. Närmaste större samhälle är Soledad de Doblado, 9,0 km söder om El Izote. Omgivningarna runt El Izote är en mosaik av jordbruksmark och naturlig växtlighet.